# Crkva sv. Nofra u Kaštel Štafiliću
Crkva sv. Nofra (Onofrija) nalazi se na vrhu brda Veli Bijać (208 m), u Kaštel Štafiliću.
Na pročelju crkve je natpis o obnovi crkve iz 1475.. U natpisu se spominju njeni osnivači: Ivić, Radoslav i Marin Butirić. Crkva ima gotički svod. Na platou ispred crkve je križ. S ovog mjesta se pruža pogled na cijelo Kaštelansko polje, Kozjak, Kaštela, Split i Marjan.

## Vanjske poveznice
|  | Zajednički poslužitelj ima još gradiva o temi Crkva sv. Nofra u Kaštel Štafiliću |

- Crkva sv. Nofra